# 장준한
장준한(張俊翰, 1911년~1980년 5월 13일)은 대한민국의 교육인이다. 제9대 국회의원을 지냈으며 공주교육대학과 청주교육대학의 학장을 지냈다.

## 학력
- 일본 도시샤 대학 법학부 법률학과졸업

## 약력
- 도시샤 대학 법학부 조수 및 조교수
- 전라남도 학무과장
- 광주고등학교 교장
- 광주제일고등학교 교장
- 경복고등학교 교장
- 대한민국 문교부 장학관
- 청주교육대학 학장
- 공주교육대학 학장
- 1973년 ~ 1976년 : 제9대 국회의원 (유신정우회)

## 역대 선거 결과
| 실시년도 | 선거 | 대수 | 직책     | 선거구           | 정당       | 득표수 | 득표율      | 순위 | 당락 | 비고 |
| -------- | ---- | ---- | -------- | ---------------- | ---------- | ------ | ----------- | ---- | ---- | ---- |
| 1973년   | 총선 | 9대  | 국회의원 | 통일주체국민회의 | 유신정우회 |        | \| \| 0% \| | 지명 |      | 초선 |
|          | 0%   |      |          |                  |            |        |             |      |      |      |